# Знамя Мира

Знамя Мира

Центральный элемент «Знамени Мира»

Знамя Мира — символ Пакта Рериха, международного договора о защите художественных и научных учреждений и исторических памятников (15 апреля 1935 года).

## Автор знака «Знамя Мира»
Данный знак был предложен Н. К. Рерихом для международного Пакта по охране культурных ценностей. По его мнению этот знак:

Имеет огромную древность и встречается во всем мире, потому не может быть ограничен какой-либо сектой, религией или традицией, ибо он представляет эволюцию сознания во всех её фазах.
Оригинальный текст (англ.)«It has existed for immeasurable periods of time and is to be found throughout the world. No one therefore can pretend that it belongs to any particular sect, confession, or tradition, and it represents the evolution of consciousness in all its varied phases».

## Описание знака «Знамя Мира»
Николай Рерих описывает предложенный им знак и его символику в следующих образных выражениях:
«… предложенный флаг есть символ всего Мира, не одной страны, но всего цивилизованного Мира.
Предложенное Знамя имеет на белом фоне в круге три соединённые амарантовые Сферы как символ Вечности и Единения. Хотя мы не знаем, когда именно это Знамя будет развеваться над всеми культурными памятниками, но несомненно, что семя уже взросло. Оно уже привлекло внимание больших умов и устремляется от сердца к сердцу, пробуждая ещё раз среди людских множеств идею Мира и Доброжелательства.»
«Просят собрать, где имеются знаки нашего Знамени Мира. Знак триединости оказался раскинутым по всему миру. Теперь объясняют его разно — одни говорят, что это прошлое, настоящее и будущее, объединённые кольцом вечности. Для других ближе пояснение, что это религия, знание и искусство в кольце культуры.»
В официальном тексте договора описание знака приводится кратко и просто.

Статья III
Для обозначения памятников и учреждений, указанных в статье I, может быть использован отличительный флаг (красная окружность с тремя кругами в середине на белом фоне) в соответствии с образцом, прилагаемым к настоящему договору.
(Договор об охране художественных и научных учреждений и исторических памятников (Пакт Рериха))

## Изображение знака «Знамя Мира»
По одной из версий, источником замысла Н. К. Рериха по созданию знака Знамени Мира является древнерусская икона Андрея Рублёва. В буддизме схожий символ называется триратна. Рерих описывает это в своём письме к барону М. А. Таубе:
«Наконец-то я могу Вам послать домашний снимок с моей последней картины, посвященной смыслу значения знака Знамени. Можете показать эту фотографию и некоторым членам Комитета, и всем тем, кому, предполагаете, это будет полезно. Скажите всем невеждам, пытающимся подставить какие-то свои своекорыстные или злонамеренные объяснения, о смысле этого Изображения. Что может быть древнее и подлиннее византийской концепции, уходящей в глубину веков к первому обобщенному Христианству и так прекрасно претворенной в иконе Рублева „Святая Живоначальная Троица“ Свято-Троицкой Сергиевской Лавры. Именно этот символ — символ древнейшего Христианства, освещенный для нас также и именем Св. Сергия, подсказал мне наш знак, смысл которого и выражен на прилагаемом снимке, сохранив все элементы и расположения их, согласно иконе Рублева. Пусть этот снимок будет у Вас в Париже на случай каких-либо новых попыток опрокидывать уже существующее. Посылаю Вам ещё снимок Св. Владычицы Знамени — Мадонны Орифламмы.» Н. К. Рерих — барону М. А. Таубе, 13.2.1932 г.
Н. К. Рерих приводит свидетельства о наличии элементов знака Знамени Мира в артефактах и образах великих подвижников человечества:
«Сегодня почта из разных стран принесла немало знаков о движении нашего Пакта по охранению Культурных ценностей.
Прислана копия с древней иконы Святого Николая Чудотворца „…“, утверждённая к печатанию митрополитом Антонием. Из других мест прислан снимок с издания типографии Киево-Печерской Лавры шестидесятого года служба Преподобному Сергию, игумену Радонежскому Чудотворцу. Из Испании посылается снимок с изображения Святого Доминго из „Силоса“ (археологический музей Мадрида). Также из Испании посылается изображение Святого Михаила, работы Бартоломео Вермехо (1440). На всех этих изображениях можно видеть знак Знамени Пакта, что для многих будет полезно запомнить».
«В Храме Неба тоже оказался знак Знамени. Тамга Тамерлана состоит из того же знака. Знак трех сокровищ широко известен по многим странам Востока. На груди тибетки можно видеть большую фибулу, представляющую собою знак. Такие же фибулы видим мы и в кавказских находках, и в Скандинавии. Страсбургская мадонна имеет знак этот так же, как и святые Испании. На иконах Преподобного Сергия и Чудотворца Николая тот же знак. На груди Христа, на знаменитой картине Мемлинга, знак запечатлен в виде большой нагрудной фибулы. Когда перебираем священные изображения Византии, Рима, тот же знак связывает Священные Образы по всему миру».
|                                                                          |  |                                     |  |                                                 |  |                                             |
| Мемлинг, Ханс «Христос, окружённый поющими ангелами» (1480-е, Антверпен) |  | Тамга Тамерлана на гербе Самарканда |  | Святитель Николай Чудотворец (Никола Можайский) |  | Три драгоценности. Фасад буддийского храма. |

## Условия использования знака «Знамя Мира»
Памятники и учреждения, на которые предполагается установить знак Знамени Мира подлежат включением национальным правительством страны в специальный перечень.

- Статья IV

Правительства государств, подписавших настоящий договор и присоединившихся к нему, одновременно с подписанием договора или присоединения к нему, направляют в Пан-Американский союз перечень памятников и учреждений, на которые желательно распространить покровительство, предусмотренное настоящим договором.
При уведомлении правительств о подписавшихся и присоединившихся сторонах Пан-Американский союз направляет им перечень памятников и учреждений, упомянутых в данной статье, а также информирует другие правительства о любых изменениях в указанном перечне.
- Статья V

Памятники и учреждения, указанные в статье I, перестают пользоваться привилегиями, предусмотренными в настоящем договоре, в случае их использования в военных целях.(Договор об охране художественных и научных учреждений и исторических памятников.
Автор знака, Н.Рерих писал об этих условиях так:

«Учреждения, коллекции и миссии, зарегистрированные на основании Пакта Рериха, выставляют отличительный флаг, который даст им право на особое покровительство и уважение со стороны воюющих государств и народов всех договорных стран».

Из слов Николая Рериха видно, что для того, чтобы иметь право выставлять отличительный флаг, необходимо быть зарегистрированными органами Пакта. Такое же положение существует и относительно отличительного флага Красного Креста (также созданного на основе древнейшего символа — креста).
Однако протодиакон Андрей Кураев в своей книге «Сатанизм для интеллигенции», опираясь на тексты «Живой этики», подвергает критике пацифистское намерение использовать знак и излагает такую точку зрения на символизм «Знамени мира»:

Но при более близком знакомстве с текстами прорериховского круга оказывается, во-первых, что этот символ изобретён отнюдь не Рерихом. Прежде всего это "Знамя Владык, Знамя таинственной Гималайской Общины великих Учителей, которых на Востоке называют Махатмы. Это — Трёхглазое Знамя Шамбалы. "В индуистской мифологии он («знак Рериха») означает чудесный камень Чантамана, который исполнял любые желания людей, чистых сердцем. То есть перед нами некий магический талисман, призванный, говоря в терминологии современных оккультистов, изменять «энергетику» того места, в котором он находится.
  Его функция так описывается Махатмами: «Великое Знамя Мира несёт свои заряды Света и огненно насыщает токи вокруг Земли, как панацея от зла». Ясно, что это знамя — отнюдь не пацифистский знак, но некий оккультный талисман. Частный акт, призывающий защищать памятники культуры от военного вандализма, никак не может претендовать на звание «панацеи от зла».

## Использование Знамени Мира до Второй мировой войны

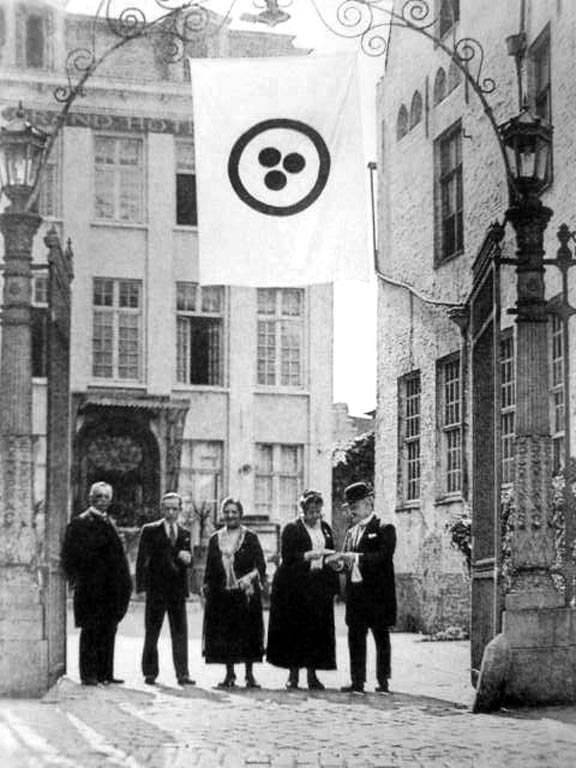
Знамя Мира на Второй международной конференции, посвящённой Пакту Рериха. Брюгге. Август, 1932 г.

В целях продвижения Пакта Рериха в 30-х годах 20-го века в разных странах были созданы общественные организации, которые использовали символ Знамени Мира в качестве собственной символики, в изданиях посвящённых защите культурных ценностей, при проведении культурных мероприятий. Среди них: «Международный союз за принятие Пакта Рериха и Знамени Мира» (Брюгге, 1931 г.), «Всемирная Лига Культуры и Всемирный Совет Культуры» (Нью-Йорк, 1931 г.), «Индийский комитет Пакта Рериха» (Наггар, 1931 г.), «Особый Комитет Пакта Рериха при Европейском центре» (Париж, 1932 г.), «Постоянный Комитет Пакта и Знамени Мира» (Нью-Йорк, 1933 г.), «Харбинский Русский Комитет Пакта Рериха» (Харбин, 1934 г.), «Комитет по продвижению Пакта Рериха» (София, 1934 г.), «Постоянный Комитет Пакта и Знамени Мира» (Брюссель, 1934 г.) и т. д.
Под Знаменем Мира проводились многочисленные акции, международные конференции, встречи и собрания. Кульминацией деятельности данных организаций стало подписание Пакта Рериха в 1935 году.
После подписания Пакта организации под Знаменем Мира были созданы во многих странах Америки и Европы. Наибольшую активность вёл «Португальский Комитет Пакта и Знамени Мира» (Комбра, 1939 г.). В процесс присоединения к Пакту подключились прибалтийские республики. В прибалтийских странах были созданы организации, которые использовали Знамя Мира в качестве собственных символов: «Общество имени академика Н. К. Рериха» (Литва, 1936 г.), «Комитет Пакта Рериха» (Рига, 1937 г.), «Эстонский инициативный комитет Пакта Рериха» (Таллин, 1937 г.). В октябре 1937 г. в Риге состоялся I конгресс Прибалтийских обществ Рериха. Съезд постановил создать при каждом обществе имени Рериха в балтийских государствах Комитеты Пакта Рериха, которые занимались бы защитой культурных и художественных ценностей.
Кроме того в Европе и Америке в 30-х года 20-го века были созданы общества Рериха (Общества друзей музея Рериха и т. д.), которые также использовали Знамя Мира или его элементы в качестве собственных символов. Среди них: «Латвийское общество друзей Музея Рериха в Нью-Йорке» (Рига, 1930 г.), «Европейский центр имени Николая Рериха» (Париж, 1932 г.), «Фонд Рериха за Мир, Науку, Искусство и Труд» (Брюгге, 1932), «Французское Рериховское общество» (Париж, 1932 г.), «Общество Музея Рериха» (Рига, 1938 г.).
В Индии 17 ноября 1938 года Знамя Мира было поднято над Карачи (Индия). Тогда же литературное общество города Бенареса приняло специальную резолюцию по Пакту Рериха.
Кроме обществ, использующих Знамя Мира в Европе было организовано несколько музеев Рериха: «Музей картин Николая и Святослава Рерихов» (Рига, 1933—1940 г.), «Музей Рериха» при «Фонде Рериха за Мир, Науку, Искусство и Труд» (Брюгге, 1932 г.).
Отдельно стоит выделить организации, основанные лично Н. К. Рерихом. Большинство из них использовали символ Знамени Мира в своих логотипах и эмблемах. В первую очередь — это «Музей Рериха», «Международный Центр Искусств», «Общество Рериха».
Большая часть рериховских организаций вела активную работу вплоть до 1940 года и прекратили свою активную деятельность в связи с последующими событиями. В Париже, перед началом Второй мировой войны, французский общественный комитет Пакта направил предложение о принятии Пакта Рериха посольствам ряда европейских государств.

## Использование Знамени Мира после Второй мировой войны

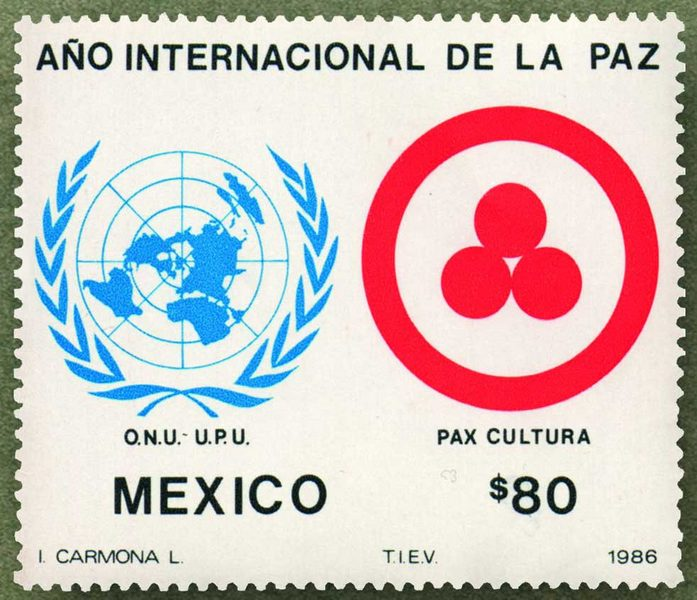
Почтовая марка Мексики.
На марке — эмблема ООН и символ Знамени Мира

Несмотря на тяжесть послевоенных лет, движение не угасло. Комитеты Пакта Рериха и Знамени Мира действовали в Италии, Бельгии, Швейцарии, Франции, Англии, Португалии, Аргентине, Бразилии, Колумбии, Уругвае, Боливии и на Кубе, многие из них были созданы после войны.
В декабре 1945 г. Комитет Пакта и «Знамени Мира» возобновил свою работу в Нью-Йорке. В 1949 году в Нью-Йорке по инициативе американских сотрудников Рерихов был открыт новый Музей Николая Рериха, который качестве своего логотипа выбрал символ Знамени Мира с подписью «PAX».
В 1948—1949 годы развернул активную кампанию Итальянский Комитет Пакта Рериха, созданный в Болонье востоковедом Энрико Джерардо Карпани. В 1949 г. в Болонье был создан Рериховский университет.
В сентябре 1948 г. за Пакт высказалось и Правительство свободной Индии. В конце 1940-х гг. в Индийском Комитете Пакта Рериха и Знамени Мира было 18 видных деятелей государства и культуры.

## Использование Знамени Мира в современный период

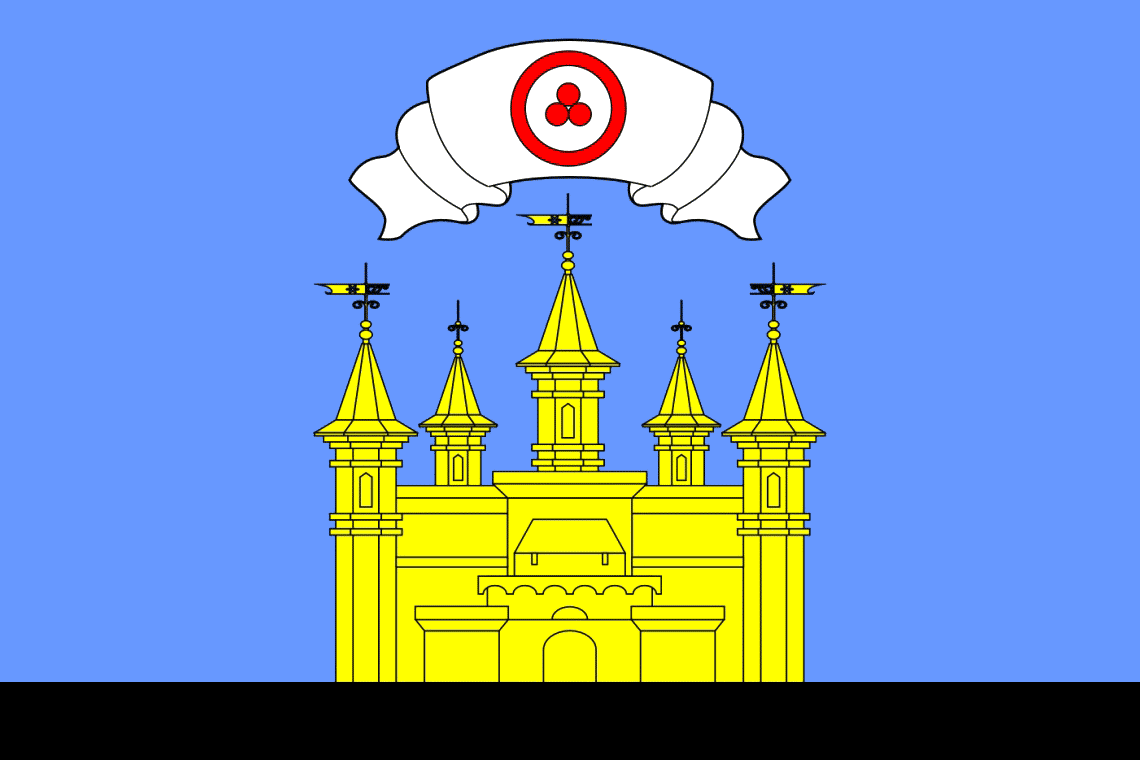
Флаг Изварского сельского поселения

В настоящее время Комитеты Знамени Мира и Рериховские организации продолжают работу во многих странах мира. Наибольшую активность имеют организации Латинской Америки, Мексики и стран Восточной Европы, включая Россию.

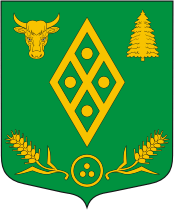
Герб Волосовского муниципального района

19 июля 2006 года сейм Литовской Республики принял постановление о ежегодном праздновании Дня Культуры — 15 апреля (в день подписания Пакта Рериха). В этот день культурные и правительственные учреждения Литвы поднимают Знамя Мира, проводятся специальные мероприятия, торжественные собрания и встречи . С 5 июля 2006 года стилизованный знак Знамени Мира присутствует на гербе и флаге Волосовского муниципального района.
В 2010 году в Москве было учреждено Международное Движение за утверждение «Всемирного Дня Культуры под Знаменем Мира», которое объединяет общественных деятелей 13 государств, 34 творческих и научных организаций.
26 декабря 2012 года республика Аргентина присоединилась к празднованию Международного Дня Мира, законодательно закрепив Знамя Мира в качестве официального флага праздника. 21 сентября каждого года Знамя Мира подымается над государственными учреждениями республики.
При ООН действует НГО «Международный Комитет Знамени Мира» (Мексика), которое инициирует установку Знамени Мира над Культурными и учебными учреждениями Мексики и других стран. Организация выступила с инициативой присвоения звания «Город Мира». Знамя Мира является основным символом Городов Мира. Так в Аргентине провозглашены три Города Мира, в которых Знамя Мира установлено постоянно. В России с 2008 года подобным городом является город Елец, а в 2014 году Алтайскому краю было присвоено звание «Территория Мира». С 2010 года Знамя Мира изображено на официальном флаге Изварского сельского поселения.
В России Знамя Мира получило широкое распространение с конца 80-х годов 20-го века. Знамя Мира широко используется культурными инициативами, культурными организациями, а также организациями, связанными с наследием семьи Рерихов.

## Регистрация Знамени Мира в качестве товарного знака

### Регистрация знака в России
01.11.2002 Международный центр Рерихов (МЦР) осуществил государственную регистрацию графического знака «Знамя Мира» и его словесного обозначения в качестве товарного знака (№ 226539 и 226540), обосновав это тем, что выполняет таким образом волю семьи Рерихов по защите знака Знамени Мира. Целью такой строгой регламентации и контроля МЦР считает обеспечение жизненного соответствия между действиями тех, кто использует этот знак, и «высокими идеями, заключёнными в знаке». Регистрацию поддержали общественные деятели, являющиеся членами Попечительского совета МЦР. 09.03.2011 право на данный знак было продлено МЦР до 16.05.2021.
В настоящее время знак Знамени Мира зарегистрирован в Евросоюзе, Украине и в Республике Беларусь. Несмотря на то, что МЦР получил отказ в регистрации знака Знамени Мира от Латвийского патентного ведомства, тем не менее, этот знак был зарегистрирован во всём Евросоюзе, юридические нормы которого распространяются, в том числе, и на Латвию.

### Спор о регистрации Знамени Мира в качестве товарного знака
Регистрация Международным центром Рерихов Знамени Мира как товарного знака вызвала волну протеста со стороны ряда рериховских сообществ, в частности, со стороны руководителя общественного объединения «Урусвати» М. Лунева и вице-президента международной ассоциации «Мир через Культуру» В. Августата. Особый резонанс вызвала статья главного редактора газеты «Знамя Мира» Г. С. Горчакова «На что вы замахнулись», после которой он, наряду с другими противниками регистрации, был добавлен в список «лжерериховцев» Международным советом рериховских организаций имени С. Н. Рериха, патронируемым МЦР.
Заведующая мемориальным кабинетом Н. К. Рериха в Государственном Музее Востока О. В. Румянцева 19.07.2004 подала апелляцию в Палату по патентным спорам против регистрации Знамени Мира Международным центром Рерихов. Однако 10.06.2005 апелляция была оставлена без удовлетворения.
На сайте Международного совета рериховских организаций имени С. Н. Рериха приводится множество доводов и мнений в защиту регистрации Знамени Мира в качестве товарного знака МЦР. Однако недовольство политикой, которую ведёт МЦР в отношении наследия Рерихов (в частности, в отношении регистрации в качестве товарного знака имени «Урусвати»), продолжает иметь место.

### История регистрации Знамени Мира в США
О регистрации Знамени Мира в качестве товарного знака директор Музея Николая Рериха в Нью-Йорке Д. Энтин сказал следующее: «Николай Рерих лично дал этот символ нашему Музею в качестве логотипа, а Совет Попечителей Музея ходатайствовал в Патентный Офис в Вашингтоне для регистрации этого знака как принадлежащего Музею. Заявление было отклонено на основании того, что это универсальный символ и он не может быть предметом защиты по закону об авторском праве. Однако нас информировали, что мы могли бы зарегистрировать символ в том случае, если добавим к нему девиз Знамени — Pax Cultura, что мы и сделали».

Призывая к миру в среде последователей Рерихов, он добавил: 
Этот символ везде и во все времена был универсальным. <…> Знамя никогда не может принадлежать кому бы то ни было. Знамя никогда не может быть под чьим-то контролем. Оно сила природы, оно больше чем все мы, это Знамя Учителей Духа. <…> Оно принадлежит всем вам.

### Логотип «Мастер Банка»
Эмблема «Мастер-банка» повторяет атрибут учения Рерихов Агни-йоги с добавлением букв «М» и «Б» По словам первого вице-президента МОО «Международный Центр Рерихов» Шапошниковой Л. В., «многие рериховские организации» просили у МЦР разрешения на использование зарегистрированного товарного знака, и МЦР дали разрешение на использование символа Знамени Мира в логотипе банка. Председатель правления «Мастер-Банка» в 1994—2013 гг., член правления и главный меценат МЦР Б. И. Булочник был увлечён учением Рерихов, что и привело к тому, что в качестве элемента логотипа был выбран символ триединства, а для названия банка — слово «Мастер», связываемое последователями Рериха с создателем учения.

## Акции со Знаменем Мира

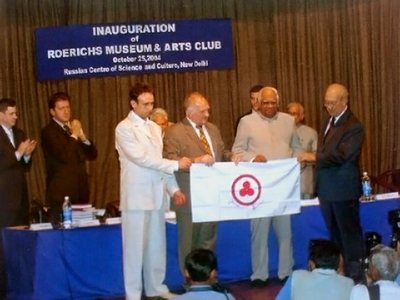
Вручение Знамени Мира, побывавшего на борту космической станции «Мир», спикеру Парламента Индии Шри Сомнатх Чаттерджи по случаю 100-летия С. Н. Рериха. Слева направо: С. Залетин, В. М. Афанасьев, Шри Сомнатх Чаттерджи, Ю. М. Воронцов

- 23 июля 1979 году вице-президент Музея Николая Рериха в Нью-Йорке Кэтрин Кэмпбелл вручила Знамя Мира Обществу охраны памятников и культурных ценностей города Новосибирска. В этот же день флаг был передан восходителям на вершину Урусвати (Алтай). Впоследствии полотнище было передано на хранение в Музей Н. К. Рериха в Новосибирске[44].
- В 1990 году экипаж космонавтов в составе А. Н. Баландина и А. Я. Соловьёва совершил космический полёт со Знаменем Мира в рамках культурной программы «Космос-Человек-Культура», которое с февраля по август находилось на борту орбитального комплекса «Мир», в том числе, в течение 9 суток в открытом космосе, совершив 144 витка вокруг Земли. После полёта на специальной пресс-конференции в Ленинграде Александр Баландин передал это Знамя Мира Интерьерному театру, а тот вручил его председателю комиссии по культуре Ленсовета.
- В январе 1994 года Знамя Мира было установлено в фойе Государственной Думы Российской Федерации и находилось там по 22 декабря 2004 г.[45]
- В 1997 году был реализован Международный научно-просветительский космический Проект «Знамя Мира». Его цель состояла в призыве к сотрудничеству под Знаменем Культуры, во имя сохранения жизни и красоты на нашей планете. С доставленным на орбитальную станцию «Мир» Знаменем Мира работали многие международные экипажи. Участник Проекта космонавт Павел Виноградов сказал:

«Мы подняли над планетой Знамя Мира, чтобы пространство Культуры навсегда вытеснило с нашей планеты пространство войны и вражды. Мы призываем к строительству нового духовного, научного и художественного сотрудничества всех людей и народов Земли».
После завершения Проекта и возвращения с орбиты Знамя Мира было передано в Международный Центр-Музей имени Н. К. Рериха, где в настоящее время представлено в экспозиции.

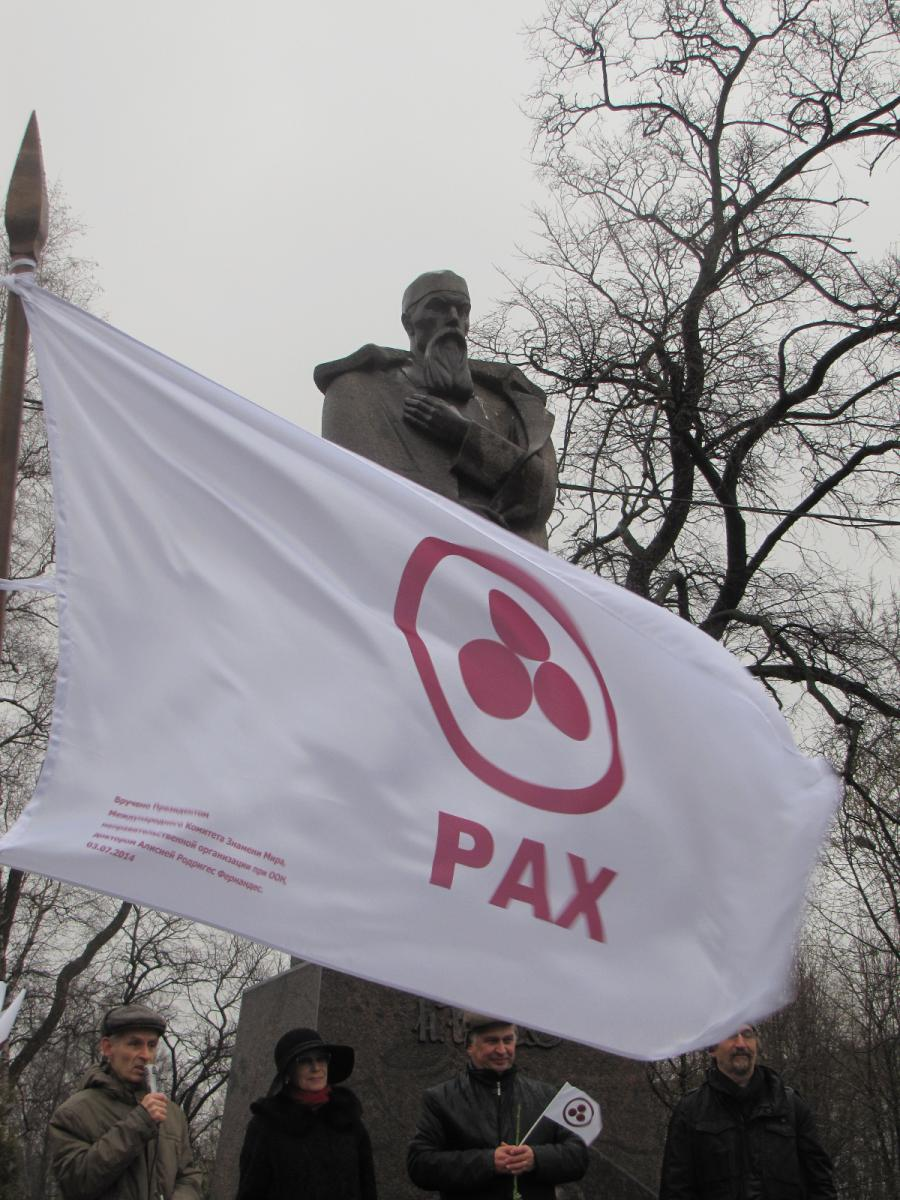
Ежегодный праздник День Культуры (15 апреля) в саду «Василеостровец» (Санкт-Петербург) у памятника Н. К. Рериху

- 5 января 1999 года Знамя Мира было вручено Президенту Республики Казахстан Н. А. Назарбаеву. В церемонии, которая состоялась в Президентском дворце (Алма-Ата), принимали участие лётчик-космонавт А. А. Леонов и профессор С. П. Капица.[48].
- Знамя Мира было поднято альпинистами на многие вершины. В их числе:

 — Эльбрус
 — Белуха, пик Рериха, пик Урусвати, пик Святослава Рериха (Алтай);
 — Хан-Тенгри (Средняя Азия) ;
 — Пик Эверест (Гималаи).
- На Северном полюсе Земли Знамя Мира впервые было установлено в 1988 году знаменитым путешественником Федором Конюховым.
- На Южном полюсе Земли Знамя Мира впервые поднято в 1999 году участниками первой Международной комплексной антарктической экспедиции «Навстречу 21 веку». В настоящее время Знамёна, побывавшие на полюсах, также находятся в экспозиции Международного Центра-Музея имени Н. К. Рериха.[47]
- В октябре 2004 года в Индии во время торжественных мероприятий, посвящённых 100-летию со дня рождения С. Н. Рериха, Знамя Мира, побывавшее в космосе, было подарено индийскому парламенту. Принимая это Знамя, спикер С. Чаттерджи сказал:

 «..оно будет храниться в библиотеке парламента Индии как самое драгоценное сокровище». 
- В июле 2014 года при посредничестве Международного Комитета Знамени Мира (неправительственной организации при ООН[50]) Знамя Мира было вручено Алтайскому краю[51] и Администрации города Арсеньев[52].
- 15 апреля 2015 года Знамя Мира было вручено городу Герника (Страна Басков, Испания)[53][54].
- 18 августа 2018 года Знамя Мира вручено городу Бийску. На торжественной церемонии вручения Знамени Мира президент МКЗМ Алисия Родригес назвала Алтай — Территорией Мира, а всех его жителей посланниками Мира.

## Статьи Н. К. Рериха о знаке «Знамя Мира»
- Roerich N. Banner of Peace: Letters supporting the «Banner of Peace». — New York: Roerich Museum Press, 1931.
- Roerich N. Realm of Light. — New York: Roerich Museum Press, 1931.
- Рерих Н. К. Держава Света: Сборник статей. — Southbury: Алатас, 1931.
- Roerich N. Fiery Stronghold. — Boston (Mass.): Stratford Co., 1933.
- Рерих Н. К. Знамя Мира: Сборник статей. — Харбин, 1934.
- Roerich N. The New Banner of Peace // Rosicrucian Digest. — 1933. — Nov. — P. 369—372.
- Roerich N.. Banner of Peace // Roerich Essays: One hundred essays: In two vol. — India, 1937.
- Roerich N. Pax per Cultura: (Address to Members of ARCA) // Americ. Russ. Cultural Assoc. — 1946. — P. 20 — 22.
- Roerich N. Himavat: Diary Leaves. — Allahabad: Kitabistan, 1946.
- Roerich N. Red Cross of Culture // India. — 1948. — 24 Oct. — P. 6.
- Roerich N. Banner // The Invincible. — New York: Nicholas Roerich Museum, 1974. — P. 158—161.

## Комментарии
1. ↑  В большинстве случаев под создателем учения имеется в виду Махатма Мориа.